# Ernest Richard Ward Neale

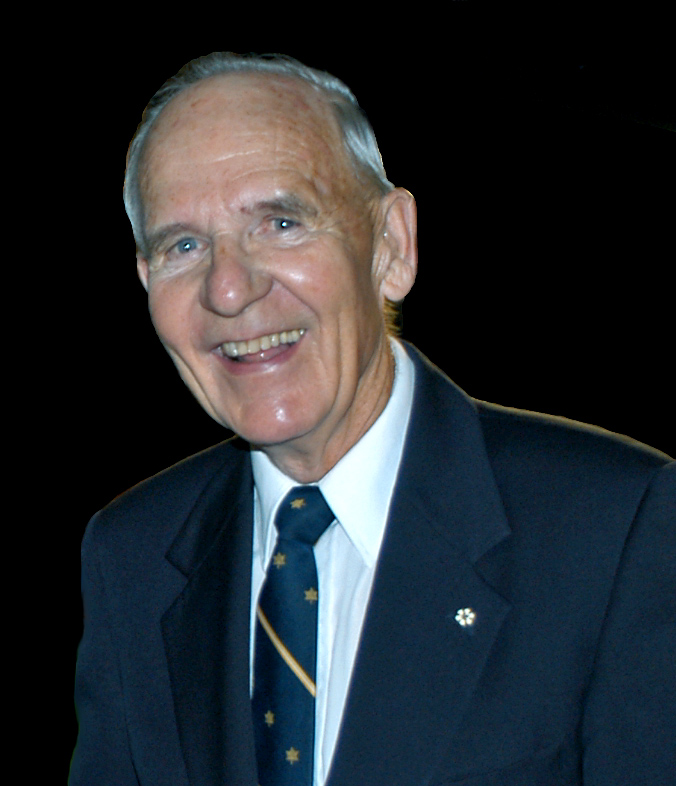
Ernest Richard Ward Neale

Ernest Richard Ward Neale, genannt Ward Neale, (* 3. Juli 1923 in Beaconsfield, Québec; † 20. Mai 2008) war ein kanadischer Geologe.

## Leben
Neale studierte nach Dienst in der kanadischen Kriegsmarine im Zweiten Weltkrieg an der McGill University mit dem Bachelor-Abschluss 1949 und an der Yale University mit dem Master-Abschluss 1951 und der Promotion 1952. Danach war er Assistant Professor an der University of Rochester und ab 1954 beim Geological Survey of Canada. Dort war er zunächst für die Appalachen zuständig, dann für Kontakte zu anderen Commonwealth-Staaten und anschließend ab 1965 für das Präkambrium. 1968 wurde er Professor an der Memorial University of Newfoundland. Ab 1976 leitete er eine Abteilung Öffentlichkeitsarbeit am Institut für Sediment- und Petroleumgeologie in Calgary und war gleichzeitig Professor an der University of Calgary. 1982 wurde er Vizepräsident der Memorial University of Newfoundland. Nach der Emeritierung 1987 zog er nach Calgary.
In einer Arbeit von 1963 leisteten Neale und John Rodgers (Yale)  einen wesentlichen Beitrag zur Geologie Neufundlands, indem sie zeigten, dass Tiefwassersedimente aus dem Kambrium/Ordovizium im Westen Neufundlands (zu den Appalachen gehörig)  Klippen takonischen Ursprungs sind, die auf karbonatische Flachwassersedimente desselben Alters aufgeschoben wurden. Später ergab sich daraus durch Harold Williams und andere das heutige Bild der takonischen Orogenese als Aufschiebung von Baltica und Avalonia auf Laurentia unter Schließung des dazwischenliegenden Iaeptus-Ozeans.
Er war Offizier des Order of Canada und Mitglied der Royal Society of Canada, deren Bancroft Award er 1975 erhielt. 1977 erhielt er die Queen Elizabeth II Silver Jubilee Medal. 1972/73 war er Präsident der Geological Association of Canada und 1974 bis 1980 Herausgeber des Canadian Journal of Earth Sciences. Er ist Ehrendoktor in Calgary.
Ihm zu Ehren wurde der E. R. Ward Neale Award der Geological Association of Canada gestiftet, der für Öffentlichkeitswirksamkeit in den Geowissenschaften in Kanada vergeben wird.